# 國家地理悠人頻道
國家地理悠人頻道（英語：Nat Geo People，取代了國家地理歷險頻道（英語：Nat Geo Adventure）是國家地理學會下屬的一个電視頻道，面向年輕觀眾提供户外探險、旅游相關電視節目。

## 收视状况
该频道曾覆盖40个国家和地区，包括：
- 非洲
- 澳大利亚
- 香港
- 印度
- 印尼
- 以色列
- 意大利
- 中东
- 菲律宾
- 新加坡
- 泰国
- 哈萨克斯坦
- 吉爾吉斯斯坦
- 马尔代夫
- 蒙古
- 尼泊尔
- 斯里兰卡
- 巴基斯坦
- 巴布亚新几内亚
- 越南
- 韩国
- 帕劳
- 澳门
- 柬埔寨
- 日本
- 台灣
- 马来西亚